# Dora Greenwell
Dora Greenwell (właśc. Dorothy Greenwell, ur. 6 grudnia 1821 w Lanchester, zm. 29 marca 1882) – poetka angielska. Pisała głównie chrześcijańską poezję religijną. Była porównywana do Christiny Rossetti. Jej dziełem jest m.in. poemat Christina (1851).